# Jean Tourane
Jean Tourane (pseudoniem voor Jean Briel) (1919-1986) was een Frans filmmaker. Tourane, die ook wel "de Franse Walt Disney" genoemd werd, besteedde in de jaren 60 een groot deel van zijn tijd aan het filmen van kleine dieren die in kleine kostuums rondliepen in een miniatuurwereld, en daar stunts uitvoerden zoals skiën van een besneeuwde helling, of een jeep besturen door een Egyptische woestijn. Hij maakte onder meer opnames voor de serie Saturnin, le petit canard over het kleine eendje Saturnin dat allerlei avonturen beleefde.
Tourane was enkele jaren burgemeester van Le Val-Saint-Germain.